# Џош Чилдрес
Џош Чилдрес (енгл. Josh Childress; 20. јун 1983) је бивши амерички кошаркаш. Играо је на позицијама бека и крила.

## Каријера
Чилдрес је на НБА драфту 2004. године изабран као шести пик од стране Атланта хокса, за које је наступао до 2008. године. У четири сезоне за Хоксе постизао је просечно 11,1 поена и 5,6 скокова. Након тога 2008. године потписује за Олимпијакос, уговор вредан 20 милиона на три године. Са клубом из Пиреја се пласирао на фајнал фор Евролиге 2009. године, наредне 2010. године је играо финале Евролиге, а исте године осваја Куп Грчке. У сезони 2009/10. изабран је у други идеални тим Евролиге, у просеку је бележио 15,2 поена, 4,8 скокова, 1,9 асистенцију и 1,2 украдену лопту. Након тога раскида уговор са грчким клубом, враћа се у НБА где са врло скромним учинком наступа за Финикс, Бруклин и Њу Орлеанс. Од 2014. до 2016. је играо у Аустралији за екипу Сиднеј кингса, а током 2016. је играо и у НБА развојној лиги за Тексас леџендсе. У сезони 2016/17. је играо у Јапану.

## Успеси

### Клупски
- Олимпијакос:
  - Куп Грчке (1): 2010.

### Појединачни
- Идеални тим новајлија НБА — друга постава (1): 2004/05.
- Идеални тим Евролиге — друга постава (1): 2009/10.